# Hamraendafjall
Hamraendafjall är ett berg i republiken Island. Det ligger i regionen Västlandet, 110 km nordväst om huvudstaden Reykjavík. Toppen på Hamraendafjall är 460 meter över havet.
Närmaste större samhälle är Ólafsvík, nära Hamraendafjall.